# Governo González I
Il Governo González I fu l’esecutivo in carica nel Regno di Spagna dal 3 dicembre 1982 al 24 luglio 1986. Nato dal risultato delle elezioni del 1982, fu l’unico della II legislatura. 
Il 24 luglio 1986, gli successe il Governo González II.

## Situazione parlamentare
| Camera                 | Collocazione                | Partiti                                                                               | Seggi     |
| ---------------------- | --------------------------- | ------------------------------------------------------------------------------------- | --------- |
| Congresso dei Deputati | Maggioranza                 | PSOE/PSC (202)                                                                        | 202 / 350 |
| Congresso dei Deputati | Appoggio esterno/Astensione | Appoggio esterno: PCE (4), CDS (2), EE (1) Astensione: CiU (12), EAJ/PNV (8), ERC (1) | 28 / 350  |
| Congresso dei Deputati | Opposizione                 | AP (107), UCD (11)                                                                    | 118 / 350 |
| Congresso dei Deputati | Non partecipanti            | HB (2)                                                                                | 2 / 350   |

## Composizione
Partito Socialista Operaio Spagnolo (PSOE)
     Partito dei Socialisti di Catalogna (PSC)
| Carica                              | Titolare                                              | Titolare | Titolare                                                                  | Partito |
| ----------------------------------- | ----------------------------------------------------- | -------- | ------------------------------------------------------------------------- | ------- |
| Presidente del Governo              |                                                       |          | Felipe González Márquez                                                   | PSOE    |
| Vicepresidente                      |                                                       |          | Alfonso Guerra González                                                   | PSOE    |
| Interno                             |                                                       |          | José Barrionuevo Peña                                                     | PSOE    |
| Affari esteri                       |                                                       |          | Fernando Morán López (fino al 6 luglio 1985)                              | PSOE    |
| Affari esteri                       | Francisco Fernández Ordóñez (dal 6 luglio 1985)       |          |                                                                           | PSOE    |
| Giustizia                           |                                                       |          | Fernando Ledesma Bartret                                                  | PSOE    |
| Economia e Finanze                  |                                                       |          | Miguel Boyer Salvador (fino al 6 luglio 1985)                             | PSOE    |
| Economia e Finanze                  | Carlos Solchaga Catalán (dal 6 luglio 1985)           |          |                                                                           | PSOE    |
| Difesa                              |                                                       |          | Narcís Serra i Serra                                                      | PSC     |
| Opere pubbliche e Urbanistica       |                                                       |          | Julián Campo Sainz de Rozas (fino al 6 luglio 1985)                       | PSOE    |
| Opere pubbliche e Urbanistica       | Javier Luis Sáenz de Cosculluela (dal 6 luglio 1985)  |          |                                                                           | PSOE    |
| Istruzione e Scienza                |                                                       |          | José María Maravall Herrero                                               | PSOE    |
| Lavoro e Sicurezza sociale          |                                                       |          | José Joaquín Almunia Amann                                                | PSOE    |
| Salute e Consumo                    |                                                       |          | Ernest Lluch Martín                                                       | PSC     |
| Industria ed Energia                |                                                       |          | Carlos Solchaga Catalán (fino al 6 luglio 1985)                           | PSOE    |
| Industria ed Energia                |                                                       |          | Joan Majó i Cruzate (dal 6 luglio 1985)                                   | PSC     |
| Agricoltura, Pesca ed Alimentazione |                                                       |          | Carlos Romero Herrera                                                     | PSOE    |
| Trasporti, Turismo e Comunicazioni  |                                                       |          | Enrique Barón Crespo (fino al 6 luglio 1985)                              | PSOE    |
| Trasporti, Turismo e Comunicazioni  | Abel Ramón Caballero Álvarez (dal 6 luglio 1985)      |          |                                                                           | PSOE    |
| Presidenza                          |                                                       |          | Javier Moscoso del Prado y Muñoz                                          | PSOE    |
| Cultura                             |                                                       |          | Francisco Javier Solana Madariaga                                         | PSOE    |
| Amministrazione territoriale        |                                                       |          | Tomás de la Quadra-Salcedo Fernández del Castillo (fino al 6 luglio 1985) | PSOE    |
| Amministrazione territoriale        | Félix Pons Irazazábal (dal 6 luglio 1985)             |          |                                                                           | PSOE    |
| Portavoce del Governo               |                                                       |          | Eduardo Sotillos Palet (fino al 6 luglio 1985)                            | PSOE    |
| Portavoce del Governo               | Francisco Javier Solana Madariaga (dal 6 luglio 1985) |          |                                                                           | PSOE    |

Fonte: